# Short track na Zimowych Igrzyskach Olimpijskich 2014 – sztafeta kobiet
Bieg sztafetowy na 3000 m kobiet rozgrywany w ramach short tracku na Zimowych Igrzyskach Olimpijskich 2014 odbywa się w dniach 10 i 18 lutego w pałacu sportów zimowych Ajsbierg w Soczi.

## Terminarz
| Data      | Konkurencja | Godzina rozpoczęcia | Godzina rozpoczęcia |
| Data      | Konkurencja | Czas CET            | Czas lokalny        |
| --------- | ----------- | ------------------- | ------------------- |
| 10 lutego | Półfinały   | 12:35               | 15:35               |
| 18 lutego | Finały      | 11:54               | 14:54               |

## Wyniki

### Półfinały
- QA – awans do finału A
- QB – awans do finału B

| Miejsce | Grupa | Reprezentacja            | Zawodniczki                                                          | Czas     | Uwagi |
| ------- | ----- | ------------------------ | -------------------------------------------------------------------- | -------- | ----- |
| 1.      | 1     | Korea Południowa         | Shim Suk-hee Park Seung-hi Kim A-lang Cho Ha-ri                      | 4:08,052 | QA    |
| 2.      | 1     | Kanada                   | Marie-Ève Drolet Jessica Hewitt Valérie Maltais Marianne St-Gelais   | 4:08,871 | QA    |
| 3.      | 1     | Rosja                    | Olga Bielakowa Tatjana Borodulina Sofja Proswirnowa Walerija Rieznik | 4:13,938 | QB    |
| 4.      | 1     | Węgry                    | Rózsa Darázs Bernadett Heidum Andrea Keszler Szandra Lajtos          | 4:15,473 | QB    |
| 1.      | 2     | Chińska Republika Ludowa | Fan Kexin Li Jianrou Liu Qiuhong Zhou Yang                           | 4:09,555 | QA    |
| 2.      | 2     | Włochy                   | Arianna Fontana Lucia Peretti Martina Valcepina Elena Viviani        | 4:11,282 | QA    |
| 3.      | 2     | Japonia                  | Ayuko Itō Yui Sakai Biba Sakurai Sayuri Shimizu                      | 4:11,913 | QB    |
| –       | 2     | Holandia                 | Jorien ter Mors Sanne van Kerkhof Yara van Kerkhof Lara van Ruijven  | –        | DSQ   |

### Finały

#### Finał B
| Miejsce | Reprezentacja | Zawodniczki                                                          | Czas     |
| ------- | ------------- | -------------------------------------------------------------------- | -------- |
| 1.      | Rosja         | Olga Bielakowa Tatjana Borodulina Sofja Proswirnowa Walerija Rieznik | 4:14,862 |
| 2.      | Japonia       | Ayuko Itō Yui Sakai Biba Sakurai Sayuri Shimizu                      | 4:15,253 |
| 3.      | Węgry         | Rózsa Darázs Bernadett Heidum Andrea Keszler Szandra Lajtos          | 4:24,496 |

#### Finał A
| Miejsce | Reprezentacja            | Zawodniczki                                                        | Czas     |
| ------- | ------------------------ | ------------------------------------------------------------------ | -------- |
| 1.      | Korea Południowa         | Shim Suk-hee Park Seung-hi Kim A-lang Cho Ha-ri                    | 4:09,498 |
| 2.      | Kanada                   | Marie-Ève Drolet Jessica Hewitt Valérie Maltais Marianne St-Gelais | 4:10,641 |
| 3.      | Włochy                   | Arianna Fontana Lucia Peretti Martina Valcepina Elena Viviani      | 4:14,014 |
| –       | Chińska Republika Ludowa | Fan Kexin Li Jianrou Liu Qiuhong Zhou Yang                         | DSQ      |